# Norbert Hermans
Norbert Hermans (mort en 1758) est un carme flamand, de la Réforme de Touraine, prédicateur, poète néo-latin et historien de son Ordre, sous le nom de Norbert de Sainte-Julienne.

## Biographie
Norbert Hermans est né à Bruxelles, à une date indéterminée, au début du XVIIIe siècle. Entré au noviciat des carmes à Malines, il y reçoit le nom de Norbert de Sainte-Julienne. Ordonné prêtre, il enseigne d'abord les humanités, avant de se voir affecté au ministère de la prédication. À ses heures perdues, il étudie l'histoire de l'Ordre, particulièrement celle de la province flandro-belge, et compose des vers latins. Il décède à Anvers, le 5 mars 1757, en conséquence, écrit Jean-Noël Paquot, d'une saignée, qu'on lui avoit faite au bras, et dont la playe se rouvrit tandis qu'il prêchoit.

## Postérité
Les œuvres imprimées de Norbert Hermans sont toutes des pièces de circonstance en vers latins. L'auteur salue ainsi l'intronisation de deux évêques d'Anvers : Guillaume-Philippe de Herzelles, auquel trois poésies sont consacrées, la première en vers élégiaques, et les deux autres en hexamètres; et son successeur, Joseph-Anselme-François Weerbrouck. Le carme adressera encore son hommage à Guillaume Delvaux, évêque d'Ypres. On le voit également célébrer le jubilé de vie religieuse de ses confrères : Lambert de Saint-Barthélemy Corthout, Louis de Sainte-Catherine, Romain de Sainte-Élisabeth. Ce dernier a droit à un chronogramme (1751) dans le titre de son poème. Un autre chronogramme (1749) est inscrit à l'intérieur du titre d'une œuvre dédiée à l'impératrice Marie-Thérèse d'Autriche et à l'archiduc Charles de Lorraine, au lendemain de la guerre de succession d'Autriche. Parmi les œuvres manuscrites relevées au XVIIIe siècle par Jean-Noël Paquot, se trouvait encore de la poésie : une pièce pour le jubilé du carme Ignace de Saint-Léon en 1735, laquelle était inscrite en placard, avec des figures peintes; quatre recueils de vers, ayant pour sujet les fêtes de l'année, de janvier à avril; une adaptation carmélitaine de la Desolata Batavia Dominicana du frère prêcheur Bernard de Jonghe; une collection de cinquante épigrammes, contenant le même nombre d'anagrammes à partir du terme scapulaire (en référence au scapulaire de Notre-Dame du Mont-Carmel) ; et une biographie de sainte Marie-Madeleine de Pazzi, mystique carmélitaine chère aux carmes de la Réforme de Touraine. Mais, avant tout, il y avait des travaux historiographiques : aussi bien certaines notices sur des écrivains carmes, qui devaient venir compléter la Bibliotheca Carmelitana publiée par Cosme de Villiers de Saint Étienne à Orléans en 1752, que des volumes consacrés à l'histoire respective des couvents carmélitains d'Anvers, de Malines et de Bruxelles. En 1936, de l'ensemble des manuscrits, il s'en conservait trois à la Bibliothèque royale de Belgique (Bruxelles).

### Œuvres publiées
- Verisonae septem buccinae in Jubilaeo R. P. Lamberti a S. Bartholomaeo, alias Corthout, patria Lovaniensis, Carmelitae Belgae, Bruxelles, 1741.
- Lusus epigrammaticus illustrissimo et reverendissimo Domino Guilielmo Philippo de Herselles, Episcopo Antuerpiensi, etc., Anvers, 1743.
- Panegyris illustrissimo et reverendissimo Domino Guilielmo de Herselles, Episcopo Antuerpiensi, in suo ad Cathedram adventu, Anvers, 1743.
- Reverendissimo Domino Guilielmo de Herselles, Episcopo Antuerpiensi, in suo ad Cathedram adventu, Anvers, 1743.
- Carmen elegiacum gratulatorium illustrissimo et reverendissimo Domino Josepho Anselmo Werbroeck, Episcopo Antuerpiensi, in suo ad Cathedram adventu, Anvers, 1745.
- Bravium emeritae senectutis in Jubilaeo R. P. Ludovici a S. Catharina, Malines, 1746.
- BeLgICa paCe restItUta sUb aUspICIIs, MarIae ThereIae aUstrIaCae hUngarIae regInae, CaroLIqUe LotharI gUbernatorIs generaLIs, Anvers, 1749.
- Labores MerCeDe CoronatI in jubilaeo R. P. Romani a Sancta Elisabetha, Exprovincialis provinciae Flandro-Belgicae, Anvers, 1751.
- Carmen panegyricum, illustrissimo et reverendissimo Domino Guilielmo Delvaux, duplex Jubilaeum, sacerdotale et Episcopale, celebranti, gratulabundum, Anvers, 1756.

### Œuvres manuscrites
- Certamen Virtutis et Honoris, Syncharmate emblematico, sub nominalibus Ignis et Leonis gentilitiis, in Jubilae R. P. Ignatiia Sancto Leone exhibitum.
- Epigrammata, seu fasti sacri mensis januarii, februarii, martii et aprilis.
- Vita S. Mariae Magdalenae de Pazzi, in Centurias quatuor Epigrammaticoas distributa.
- Authores carmelitani, omissi, correcti et adaucti pro Supplemento Bibliothecae Carmelitanae.
- Quinquaginta Anagrammata ad vocem Scapulare, cum quinquaginta adjunctis Epigrammatibus.
- Chronographia Carmeli Antuerpiensis.
- Chronographia carmeli Mechliniensis.
- Chronographiae Carmeli Bruxellensis Tomus primus.
- Batavia desolata Carmelitana.

### Études
- Eug. De Seyn, « Hermans (N.) », Dictionnaire biographique des Sciences, des Lettres et des Arts en Belgique, Bruxelles, t. II,‎ 1936, p. 563, col. 1.
- J.-N. Paquot, « Norbert de Sainte-Julienne », Mémoires pour servir l'histoire littéraire des dix-sept provinces des Pays-Bas, de la principauté de Liège, et de quelques contrées voisines, Louvain, Imprimerie Académique, t. XVIII,‎ 1770, p. 29-32 (lire en ligne).